# Медаль «За сотрудничество в области оборонной промышленности»
Медаль «За сотрудничество в области оборонной промышленности» (азерб. "Müdafiə sənayesi sahəsində əməkdaşlığa görə" medalı) — государственная награда Азербайджанской Республики.

## История и положения
Медаль «За сотрудничество в области оборонной промышленности» утверждена Законом Азербайджанской Республики от 14 декабря 2021 года № 429-VIQD по решению президента Азербайджанской Республики Ильхамом Алиевым.
Медаль вручается представителям государственных и других организаций Азербайджанской Республики, иностранных государств, а также международных организаций за эффективное сотрудничество в области оборонной промышленности, активное участие в разработке и реализации значимых проектов, а также за особые заслуги.

## Описание
Медаль «За сотрудничество в области оборонной промышленности» Азербайджанской Республики имеет золотистый цвет, гладкую поверхность и восьмиконечную звездообразную форму. Он выполнен из металлической пластины диаметром 38 мм. На лицевой стороне медали размещена круглая пластина, очерченная внешним и внутренним кругами, на звезде. Внутри внешнего круга, на оливковом фоне, в верхней дуге написано слова « AZƏRBAYCAN RESPUBLİKASI», а в нижней дуге — « MÜDAFİƏ SƏNAYESİ NAZİRLİYİ». Между этими надписями, с обеих сторон круглой пластины, изображены восьмиконечные звезды. Надписи и звезды выполнены золотым цветом. На внутреннем круге на золотом фоне, разделенном на три строки, написано «MÜDAFİƏ SƏNAYESİ SAHƏSİNDƏ ƏMƏKDAŞLIĞA GÖRƏ», под надписью изображена снайперская винтовка. Фон для текста и винтовки выполнен в контуре карты Азербайджанской Республики. Все изображения и надписи рельефные и золотистые.
Задняя сторона медали гладкая. В центре медали золотыми буквами выгравированы слова «AZƏRBAYCAN RESPUBLİKASININ MÜDAFİƏ SƏNAYESİ NAZİRLİYİ», разделенные на четыре строки. В нижней части задней стороны медали указаны серия и номер медали.
Медаль прикрепляется к одежде с помощью элемента, который состоит из 37 мм x 50 мм пятиугольной ленты цвета хаки, на которой закреплена золотистая металлическая пластина размером 40 мм x 5,5 мм, и имеет два кольца и крючок. На ленте хаки изображены вертикальные полосы: в центре — золотистая шириной 15 мм, слева и справа от центра — полосы оливкового цвета шириной 5 мм, золотистые полосы шириной 2 мм и снова оливковые полосы шириной 4 мм. К медали прилагается металлическая застежка размером 37 мм x 10 мм, также изготовленная из ленты цвета хаки, для прикрепления к одежде.

## Способ ношения
Лица, удостоенные медали, награждаются руководителем соответствующего государственного органа, назначенным исполнительной властью.
Медаль «За сотрудничество в области оборонной промышленности» размещается на левой стороне груди и следует за другими орденами и медалями Азербайджанской Республики после медали «За безупречную службу в органах по чрезвычайным ситуациям».